# برص ثؤلولي
برص ثؤلولي أو بونوبوس (الاسم العلمي Bunopus)، جنس سحالي من أبو بريص وفصيلة الوزغية. هو جنس متوطن في الشرق الأوسط.

## الأنواع
هناك ثلاث أنواع معترف بها في هذا الجنس:
- برص بلانفورد الصخري Strauch, 1887 – Bunopus blanfordii[3]
- برص صخري سميك الرأس ألكسندر نيكولسكي, 1907 – Bunopus crassicauda
- برص الصحراء العربية ويليام توماس بلانفورد, 1874 –Bunopus tuberculatus